# Bogyó Alajos
Verebélyi és szentgyörgyi Bogyó Alajos (Nemespann, 1834. június 11. – Pécs, 1906. július 22.) magyar színész, operaénekes, színigazgató.

## Életpályája
Árva gyerekként, 15 éves korában a szabadságharc honvédei közé szegődött. Komárom alatt Klapka György seregének felderítője volt. Később Dunaszerdahelyen kántortanító. 1861-ben a Csallóköz-Szerdahelyi Népkör titkára volt és Pozsonyban lett jegyző, de a helyi dalárdában is feltűnt. 1866-ban a Csikós című népszínmű férfihősét játszotta el vendégként a Nemzeti Színházban. Közben Budán és Debrecenben zenés színdarabokban szerepelt, Bécsben pedig énekelni tanult. 1871-ben és 1876-ban ismét a Nemzeti Színházban vendégszerepelt, ezúttal Friedrich von Flotow Márta című operájának Lioneljét énekelte. 1878-ban Debrecenben a Csikós népszínműben énekelt.
Mozgalmas pályafutása során egy ideig vidéki színigazgató is volt. 1880-ban és 1881-ben Békéscsabán, 1881-ben Mohácson, 1882-ben Budán, valamint Pécsett léptek fel. 1883-ban Újvidéken vendégszerepeltek, majd Selmecbányán léptek fel és november 19-én az ő társulata nyitotta meg az új építésű Nyitrai Nemzeti Színházat. 1885-ben pályázott a debreceni színtársulat igazgatói posztjára is. 1885 decemberében leváltották a győri színház éléről. 1886-ban Esztergomban játszott. 1888-ban is működtette társulatát. Makón is megfordult.
1898-ban Pécsett a 48-as jubileumi rendező emlékbizottság elnöke lett.
1904-ben nyugalomba vonult és Pécsett telepedett le, majd a királyi táblánál volt leíró. Felesége zilahi Éltető Erzsébet (1841-1912) és lánya Bogyó Ilona (1870-1922) is egy időben színészi pályán volt.
A Bánk bán, a Hunyadi László (Erkel), a Faust (Gounod), A trubadúr (Verdi), a Zampa (Hérold) stb. tenorszerepeit énekelte. Leánykérők címmel operettet is írt.
Társulatainál játszottak többek között: Árpási Katalin, Fenyéri Mór, Gál Hermin, Harmath Emma, Körmendy János, Krecsányi Flóra, Leövey József, Mezei Kálmán, Rajz Ödön.

## Fontosabb szerepei
- Lyonel (Flotow: Márta)
- Bánk bán (Erkel Ferenc)
- Hunyadi László (Erkel Ferenc)
- Faust (Gounod)
- A trubadúr (Verdi)

## Művei
- 1861 A Csallóköz-Szerdahelyi Népkör Évkönyve. Pozsony.
- 1889 Istenitélet - elbeszélés az elnyomatás korából. Pécsi Figyelő
- 1900 Letört bimbók a nagy időkben. Pécsi Figyelő 28/87, 6-9. (április 15.)
- 1900-1901 Karcolatok a régi szini-világból. Pécsi Figyelő 28/283-285 (1900. december 12-14.), 29/41, 169-170, 262 (1901. február 19., július 25-26. és november 14.)
- 1901 A nagy Szilágyi Dezső és én. Pécsi Figyelő 29/177.
- 1901 Visszaemlékezések az 1848/49-iki szabadságharc idejére. Pécsi Figyelő 29/231-233.
- 1902 Csonka Gyurka története. Pécsi Figyelő 30/74, 2-3. (1902. március 30.)
- Korrajzok az 1848-49-iki szabadságharc és annak elnyomatása idejéből. Pécs, 1904.